# 어니스트 디커슨
어니스트 디커슨(Ernest Dickerson, 본명: Ernest Roscoe Dickerson, A. S. C., 1951년 6월 25일 ~ )은 미국의 영화, 텔레비전, 뮤직 비디오 부문의 감독, 촬영가, 각본가이다.
뉴저지주 뉴어크에서 태어났다. 하워드 대학교에서 건축을 공부했다. 뉴욕으로 건너가 뉴욕 대학교의 티시 예술대학에서 영화 프로그램에 참여했다.

## 참여 작품

### 텔레비전

#### 감독
- 레이즈드 바이 울브스
- 하우스 오브 카드 (미국의 드라마)
- 높은 성의 사나이
- 언더 더 돔 (드라마)
- 워킹 데드 (드라마)
- 덱스터 (드라마)
- 트레메 (드라마)
- 스타게이트 유니버스
- 뱀파이어 다이어리
- 번 노티스
- 인 플레인 사이트
- 고스트 & 크라임
- 피어 잇셀프 (드라마)
- 유레카 (드라마)
- 더 와이어
- 위즈 (드라마)
- The 4400
- ER (드라마)
- 마스터즈 오브 호러
- 히어로즈 (드라마)
- CSI: 마이애미
- 인베이전 (2005년 드라마)
- 크리미널 마인드
- 크로싱 조던
- 엘 워드
- 서드 워치

### 영화

#### 감독
- LA 캅스
- 돌아온 이탈자 2